# Matabesi
Matabesi is een bestuurslaag in het regentschap Timor Tengah Utara van de provincie Oost-Nusa Tenggara, Indonesië. Matabesi telt 316 inwoners (volkstelling 2010).